# Jürgen-Peter Stössel
Jürgen-Peter Stössel (* 18. Mai 1939 in Stuttgart; † 12. Juni 2022) war ein deutscher Schriftsteller.

## Leben
Stössel studierte in München bis 1964 zuerst Germanistik und Kunstgeschichte, dann Veterinärmedizin und promovierte 1966. Er war Tierarzt auf dem Land und in der Industrie und von 1969 bis 1973 Redakteur eines Ärztemagazins. Nach der fristlosen Kündigung wegen einer pharmakritischen Publikation arbeitete er als freier Medizinjournalist und Buchautor am Ammersee in München, ab 1989 in Freiburg/Breisgau. Dort leitete er bis 2005 das 1991 von ihm mit gegründete Magazin PSO aktuell für Menschen mit Schuppenflechte.
Von 1972 bis 1977 gab Jürgen-Peter Stössel mit Klaus Konjetzky, Dagmar Ploetz, Roman Ritter und Uwe Timm die Zeitschrift Literarische Hefte heraus und wirkte in der Wortgruppe München. Neben seiner journalistischen Tätigkeit, vor allem für die Süddeutsche Zeitung, die Zeitschriften bild der wissenschaft, Der Spiegel und verschiedene Rundfunkanstalten, veröffentlichte er seit 1963 Lyrik, literarische Prosa und Essays.

## Werke

### Autor
- Todesursachen sind Wirkungen des Lebens. Kurztexte. Junge Presse D, Dortmund, 1971.
- Tatworte. Gedichte. Atelier Verlag Andernach 1971.
- Ich gestehe dass ich bestreite. Prosa. Langewiesche-Brandt, Ebenhausen 1971.
- Friedenserklärung. Gedichte. DVA, Stuttgart 1973.
- Psychopharmaka – die verordnete Anpassung. Pamphlet. Piper-Verlag, München, 1973.
- Der Grund zum Leben. Gedichterzählung. Atelier im Bauernhaus, Fischerhude 1977.
- Staatseigentum Gesundheit – Medizinische Versorgung in der DDR. Piper Verlag, München 1978.
- Zwei sind nie allein. Gedichte. Atelier im Bauernhaus, Fischerhude 1979.
- Zeit-Gedichte. Lyrik-Auswahl. Damnitz Verlag München 1981.
- Wenn Pillen allein nicht helfen – Erfahrungen mit der psychosomatischen Medizin.
- Erzählende Dokumentation. Droemer-Knaur, München 1984.
- Herz im Stress. Ein wissenschaftlicher Tatsachenroman. Droemer-Knaur, München, 1986.
- Der 60. Mai. Gedichte und autobiographische Prosa. Mit einem Nachwort von Uwe
- Timm. A1 Verlag, München 2000
- Flug zur Erde. Gedichte. Mit einem Vorwort von Felizitas Leitner. Books on  Demand, Norderstedt 2006.
- Gesternmorgenschnee. Ausgewählte Gedichte. Langewiesche-Brandt, Ebenhausen 2009 / C.H. Beck, München 2010.
- Mit dem Rücken zur Luft. Gedichte, Drey-Verlag, Gutach 2014.
- Es ist Zeit dass ich wieder an den Dachs denke. Gedichte, Drey-Verlag, Gutach 2019, ISBN 978-3-933765-98-7
- Welkende Wiederkehr. Gedichte mit einem romantischen Monolog. Books on Demand, Norderstedt 2022.

### Herausgeber
- Auf Anhieb Mord. (Mithrsg.) Kurzkrimi-Anthologie, AutorenEdition, C. Bertelsmann-Verlag, München 1975.
- „...und ruhig fließet der Rhein“, 30 Jahre BRD. Damnitz Verlag, München 1979.
- Tüchtig oder tot – Die Entsorgung des Leidens. Herder Verlag, Freiburg 1991.

### Anthologien und Literaturzeitschriften (Auswahl)
- Hilde Domin (Hrsg.): Nachkrieg und Unfrieden. Gedichte als Index. Luchterhand-Verlag, Neuwied, Berlin, 1970.
- Uwe Friesel, Uwe Timm (Hrsg.): Freizeit. Texte zu einem schönen Wort und unserer Wirklichkeit. C. Bertelsmann Verlag, München 1973.
- Annie Voigtländer, Hubert Witt (Hrsg.): Denkzettel. Politische Lyrik aus der BRD und Westberlin. Verlag Philipp Reclam jun., Leipzig 1973.
- Jan Hans, Uwe Herms, Ralf Thenior (Hrsg.): Mit gemischten Gefühlen. Lyrik-Katalog Bundesrepublik. Goldmann, München 1978.
- Klaus Pankow (Hrsg.): Das Erscheinen eines jeden in der  Menge. Lyrik aus der BRD, Lyrik aus Westberlin seit 1970.  Reclam, Leipzig 1983.
- Helmut Lamprecht (Hrsg.): Wenn das Eis geht. Ein Lesebuch zeitgenössischer Lyrik. Deutscher Taschenbuch Verlag, München 1983.
- Klaus Konjetzky, Joseph von Westphalen (Hrsg.): Die stillenden Väter. C. Bertelsmann Verlag, München 1983.
- Albert Arnold Scholl (Hrsg.): Menschen Wege Stationen. F. Bruckmann KG, München 1985.
- Albert von Schirnding (Hrsg.): Der ewige Brunnen des Trostes. Verlag C.H. Beck, München 2007.
- Traugott Giesen (Hrsg.): Gedichte-Kalender. Langewiesche-Brandt, Ebenhausen 2000 / 2001 / 2003 / 2005 / 2007 / 2008 / 2009 / C. H. Beck, München 2011/2013.